# Relans
Relans – miejscowość i gmina we Francji, w regionie Burgundia-Franche-Comté, w departamencie Jura.
Według danych na rok 1990 gminę zamieszkiwało 225 osób, a gęstość zaludnienia wynosiła 47 osób/km² (wśród 1786 gmin Franche-Comté Relans plasuje się na 522. miejscu pod względem liczby ludności, natomiast pod względem powierzchni na miejscu 821.).